# Salganea aequaliterspinosa
Salganea aequaliterspinosa är en kackerlacksart som beskrevs av Karlis Princis 1951. Salganea aequaliterspinosa ingår i släktet Salganea och familjen jättekackerlackor. Inga underarter finns listade i Catalogue of Life.